# Côte d'Ivoire aux Jeux olympiques d'été de 1964
La Côte d'Ivoire a participé pour la première fois aux Jeux olympiques d'été à Tokyo en 1964. Neuf sportifs ont composé la délégation ivoirienne et le pays a été représenté en athlétisme et en boxe.
La performance la plus remarquable a été celle du sprinteur Gaoussou Koné qui atteignit la finale du 100 m et termina 6e à cinq dixièmes de l'américain Bob Hayes.

## Athlétisme
Hommes
Courses
| Athlète              | Épreuve        | Séries       | Séries | Quarts de finale | Quarts de finale | Demi-finales | Demi-finales | Finale   | Finale |
| Athlète              | Épreuve        | Résultat     | Rang   | Résultat         | Rang             | Résultat     | Rang         | Résultat | Rang   |
| -------------------- | -------------- | ------------ | ------ | ---------------- | ---------------- | ------------ | ------------ | -------- | ------ |
| Gaoussou Koné        | 100 m          | 10 s 50      | 1e     | 10 s 45          | 4e               | 10 s 48      | 2e           | 10 s 47  | 6e     |
| Simbara Maki         | 110 m haie     | 15 s 3       | 8e     | NC               | NC               | NC           | NC           | NC       | NC     |
| Yoyaga Dit Coulibaly | 400 m          | 47 s 8       | 7e     | NC               | NC               | NC           | NC           | NC       | NC     |
| Denos Adjima Bech    | 1500 m         | 3 min 53 s 5 | 7e     |                  |                  | NC           | NC           | NC       | NC     |
| Jean Toffey Ekonian  | 3000 m steeple | 9 min 47 s 4 | 9e     |                  |                  |              |              | NC       | NC     |

Concours
| Athlète            | Épreuve          | Qualification | Qualification | Finale   | Finale |
| Athlète            | Épreuve          | Distance      | Rang          | Distance | Rang   |
| ------------------ | ---------------- | ------------- | ------------- | -------- | ------ |
| Denis Ségui Kragbé | Lancer de poids  | 16,20 m       | 17e           | –        | –      |
| Denis Ségui Kragbé | Lancer de disque | 46,43 m       | 24e           | –        | –      |

## Boxe
- Poids légers - Gabriel Achy : éliminé au deuxième tour
- Poids welters - Boniface Hie Toh : éliminé au premier tour
- Poids mi-lourds - Firmin N'Guia : éliminé au deuxième tour